# Таскер (футбольный клуб)
«Таскер» (англ. Tusker Football Club) — кенийский футбольный клуб из Найроби. Выступает в Премьер-лиге Кении. Основан в 1969 году. Домашние матчи проводит на арене «Международный спортивный центр Мои», вмещающей 60 000 зрителей.

## История
«Таскер» является одним из наиболее титулованных клубов Кении, уступая по количеству завоёванных титулов лишь клубам «Гор Махиа» и «АФК Леопардс». Клуб 12 раз становился чемпионом страны (в том числе и последнем сезоне) и 4 раза побеждал в Кубке Кении. Клуб принадлежит компании «Ист Африкэн Брюриес», которая является одной из крупнейших в Африке пивоваренных компаний, поэтому до 1999 года клуб выступал под именем «Кения Брюриерс», а своё теперешние название получил по названию одноимённой марки пива, которое является основной маркой выпускаемой компанией «Ист Африкэн Брюриес».

## Достижения

### Местные
- Чемпион Кении — 13 (1972, 1977, 1978, 1994, 1996, 1999, 2000, 2007, 2011, 2012, 2016, 2020/21, 2021/22)
- Обладатель Кубка Кении — 4 (1975, 1989, 1993, 2016)

### Международные
- Обладатель Кубка КЕСАФА — 5 (1988, 1989, 2000, 2001, 2008)
- Обладатель Суперкубка Восточной Африки — 2 (1994, 1995)

## Участие в афрокубках
- Лига чемпионов КАФ: 7 раз

1997 — Первый раунд
2000 — Первый раунд
2001 — Второй раунд
2005 — Первый раунд
2006 — Первый раунд
2008 — Предварительный раунд
2012 -
- Африканский Кубок чемпионов: 3 раза

1973 — Полуфинал
1979 — снялся в первом раунде
1986 — Первый раунд
- Кубок КАФ: 1 раз

1997 — Полуфинал
- Кубок обладателей кубков КАФ: 4 раза

1976 — Первый раунд
1990 — Второй раунд
1993 — Второй раунд
1994 — Финал